# Anticorpi anti-istone
Gli anticorpi anti-istone sono autoanticorpi che risultano presenti nel 50-70% dei pazienti con lupus eritematoso sistemico (LES) e in più del 95% dei pazienti con lupus eritematoso indotto da farmaci. In altre parole il dosaggio di questi anticorpi permette una sensibilità rispettivamente del 50-70% e del 95% nella diagnosi di tali malattie.
Tali anticorpi legano gli istoni, delle proteine basiche associate ai cromosomi nella formazione del nucleosoma. Gli anticorpi contro gli istoni H3 e H4 sembrano essere quelli maggiormente coinvolti nella genesi delle malattie reumatiche.
Altre malattie in cui questi anticorpi risultano presenti sono l'artrite reumatoide, l'AIDS, le vasculiti e la cirrosi biliare primitiva.
Il test immunoenzimatico ELISA che viene utilizzato per valutare la presenza di tali anticorpi risulta positivo quando sono presenti più di 25 anticorpi anti-istone per ml di sangue.